# Pouembout
Pouembout és un municipi francès, situat a la col·lectivitat d'ultramar de Nova Caledònia. El 2009 tenia 2.078 habitants. El punt més alt és al massís de Kopeto (1.134 m).

## Evolució demogràfica
| Població de Pouembout (1956-2009) | Població de Pouembout (1956-2009) | Població de Pouembout (1956-2009) | Població de Pouembout (1956-2009) | Població de Pouembout (1956-2009) | Població de Pouembout (1956-2009) | Població de Pouembout (1956-2009) | Població de Pouembout (1956-2009) | Població de Pouembout (1956-2009) | Població de Pouembout (1956-2009) |
| --------------------------------- | --------------------------------- | --------------------------------- | --------------------------------- | --------------------------------- | --------------------------------- | --------------------------------- | --------------------------------- | --------------------------------- | --------------------------------- |
| Població                          | 482                               | 577                               | 587                               | 734                               | 692                               | 854                               | 1.189                             | 1.471                             | 2.078                             |
| Any                               | 1956                              | 1963                              | 1969                              | 1976                              | 1983                              | 1989                              | 1996                              | 2004                              | 2009                              |

## Composició ètnica
- Europeus 50,7%
- Canacs 44,1%
- Polinèsics 0,3%
- Altres, 4,9%

## Administració
| Període   | Identitat           | Partit          |
| --------- | ------------------- | --------------- |
| 1961-1970 | Ernest Wackenthaler |                 |
| 1970-1989 | Georges Avril       | RPCR            |
| 1989-1995 | Dominique Flotat    | RPCR            |
| 1995-2008 | Jean Naouna         | FLNKS-UC        |
| 2008-     | Robert Courtot      | Avenir ensemble |